# Douwe Weima
Douwe Weima (Hidaard, 21 mei 1897 – Apeldoorn, 4 mei 1990) was een Drents politicus en verzetsman.
Weima werkte als ambtenaar in Westerbork, voor hij in 1930 gemeentesecretaris in Oosterhesselen werd. In Oosterhesselen werkte hij onder burgemeester Cornelis de Kock samen met wethouder Johannes Post, de latere verzetsheld. Weima droeg zelf bij aan het verzet met een in het oog springende daad: in 1943 verdonkeremaande hij een flink deel van het bevolkingsregister en verborg dat in een oude bakoven. In zijn afscheidsbrief aan burgemeester De Kock schreef hij: Ik heb de lijst van mannelijke ingezetenen tussen 1897 en 1924 vernietigd. Om te voorkomen dat die lijst weer wordt gemaakt heb ik het Bevolkingsregister laten verdwijnen. Mijn geweten verbiedt mij mee te werken aan landverraderlijke activiteiten. Weima poogde met deze daad te voorkomen dat inwoners van de gemeente konden worden aangewezen voor werk voor de bezetter.
Weima's vrouw werd twee weken gedetineerd in Assen en kreeg vervolgens nog vier weken bewaking toen zij in het ziekenhuis lag. Later dook zij met de kinderen onder. Weima zelf kwam op de dodenlijst.
In 1946 werd Weima burgemeester van Nijeveen, wat hij tot 1962 zou blijven. Hij werd ereburger van Nijeveen en kreeg het Verzetsherdenkingskruis.
1. ↑  Zoeken. allefriezen.nl. Geraadpleegd op 29 mei 2022.